# Robert Huber
Robert Huber sinh ngày 20.2.1937, là nhà hóa sinh người Đức đã đoạt giải Nobel Hóa học năm 1988 chung với Johann Deisenhofer và Hartmut Michel.

## Cuộc đời và Sự nghiệp
Robert Huber sinh tại München (Đức), là con đầu lòng của Sebastian và Helene Huber. Cha ông là một thủ quỹ ngân hàng còn người mẹ làm việc nội trợ. Ông học trường trung học "Humanistisches Karls-Gymnasium" từ năm 1947 tới 1956, sau đó vào học hóa học ở Đại học Kỹ thuật München, và tốt nghiệp năm 1960. Ông ở lại làm việc ở trường, sử dụng tinh thể học để nghiên cứu cấu trúc của các hợp chất hữu cơ.
Năm 1971 ông trở thành giám đốc Viện Hóa sinh Max Planck, nơi đội ngũ khoa học của ông đã phát triển các phương pháp nghiên cứu tinh thể học của protein.
Năm 1988 ông đoạt Giải Nobel Hóa học chung với Johann Deisenhofer và Hartmut Michel, cho công trình nghiên cứu đầu tiên của họ về việc kết tinh một protein nội màng là quan trọng trong việc quang hợp ở các vi khuẩn tía (purple bacteria), và sau đó áp dụng khoa tinh thể học tia X trong nghiên cứu để làm sáng tỏ cấu trúc của protein. Thông tin này đã cho một sự hiểu biết thấu đáo đầu tiên về những cơ quan cấu trúc đã thực hiện chức năng toàn bộ của sự quang hợp. Sự hiểu biết thấu đáo này có thể được diễn giải để hiểu sự tương tự phức tạp hơn của việc quang hợp ở các vi khuẩn lam cái mà về thực chất cũng là cái giống như vậy trong lục lạp của các thực vật bậc cao.
Từ năm 2005 ông nghiên cứu ở Trung tâm Công nghệ Sinh học Y học của Đại học Duisburg-Essen
Gần đây ông đã đảm nhận một chức vụ bán thời gian ở Đại học Cardiff và sẽ là người đứng đầu việc nghiên cứu để phát triển khoa Sinh học cấu trúc ở đại học này.

## Đời tư
Ông đã kết hôn và có bốn người con.

## Giải thưởng
- Huy chương Otto Warburg năm 1977
- Giải Nobel Hóa học năm 1988

## Tác phẩm
Robert Huber là một trong các biên tập viên đầu tiên của Encyclopedia of Analytical Chemistry Lưu trữ ngày 16 tháng 2 năm 2010 tại Wayback Machine